# Politeknik Elektronika Negeri Surabaya
Politeknik Elektronika Negeri Surabaya – indonezyjska państwowa uczelnia techniczna w Surabai (prowincja Jawa Wschodnia). Została założona w 1986 roku.